# Heinz Pfeiffer (Geologe)
Heinz Pfeiffer (* 31. Januar 1921 in Saalfeld/Saale; † 20. Dezember 1994 in Halle/Saale) war ein deutscher Geologe und Paläontologe. 

## Biographie
Pfeiffer begann sich früh für die Geologie zu interessieren. 1939 trat er als jüngstes Mitglied dem Thüringischen Geologischen Verein bei und referierte über die unterordovizischen Phycodenschichten. 1940 wurde er zum Militärdienst einberufen und kehrte 1946 aus der Kriegsgefangenschaft zurück, um im elterlichen Geschäft zu arbeiten. 
1950 erfolgte die Berufung als Geologe in die Thüringer Schieferindustrie. 1960 legte er die externe Prüfung an der Bergakademie Freiberg als Diplomgeologe ab. Seine Diplomarbeit schrieb er 1954 über den Bohlen bei Saalfeld. Diese Arbeit trug ihn auch den Spitznamen „Bohlenpfeiffer“ ein. 
1964 erfolgte die Promotion zum Dr. rer. nat. bei Kurd von Bülow in Rostock. Im gleichen Jahr wurde er zum Zentralen Geologischen Institut nach Berlin berufen. Pfeiffer galt als einer der letzten Generalisten, der nicht nur die vordergründigen geologischen Probleme der Devon/Karbon-Stratigraphie bearbeitete, sondern zur Bergbaugeschichte des Thüringer Schiefergebirges grundlegende Arbeiten schuf. 
Er war auch auf dem Gebiet der Paläontologie tätig und mehrere ausgestorbene Taxa tragen seinen Namen, so die Arten Gattenpleura pfeifferi und Diacoryphe pfeifferi, beide aus dem basalen Unterdevon. Unbekannter sind seine entomologischen Studien und seine schriftstellerische Tätigkeit. Pfeiffer hinterließ 147 Publikationen.
1994 wurde er Ehrenmitglied im Thüringischen Geologischen Verein.